# Зінич Володимир Миколайович
Володимир Зінич (рос. Владимир Николаевич Зинич; нар. 27 вересня 1968, Кіровська область, СРСР) — радянський, російський та український футболіст, нападник.

## Життєпис
Клубну кар'єру розпочинав у клубі «Салют» (Бєлгород), у 1986 році дебютував у Другій лізі чемпіонату СРСР. У 1988 році перейшов у московський ЦСКА. Далі виступав в одеських клубах СКА й «Чорноморець». Грав у Польщі за «Карпати» (Коросно), був у клубі штатним пенальтистом. У 1994 році перебрався із запорізького «Торпедо» в воронезький «Факел», з яким в 1996 році виборов права виступати у Вищій лізі. Єдиний футболіст «Факела», який бив пенальті в другій, першій та вищій російських лігах. Після завершення кар'єри гравця став тренером. У 2004 році був одним з тренерів у «Салюті». У 2007 році призначений головним тренером «Зодіаку», з яким працював також в 2009-2011 роках і в 2012 році. З 2014 року керує клубом «Атом».